# José Luis Nell
Pour les articles homonymes, voir Nell.
José Luis Nell est un militant argentin, né en 1940 et mort le 9 septembre 1974. 

## Biographie
Né dans une famille de la classe moyenne inférieure urbaine, Nell intègre le Mouvement nationaliste Tacuara, anti-péroniste, antisémite et fascisant. Toutefois, avec José Joe Baxter, il se tourne vers la gauche péroniste, et font scission, créant le Mouvement nationaliste révolutionnaire tacuara (es) (MNRT), qui entretient quelques liens avec le Mouvement révolutionnaire péroniste (MRP) de Gustavo Rearte, l'un des fondateurs de la Jeunesse péroniste. 
En août 1963, Luis Nell fait partie du groupe organisateur du MNRT qui participe au braquage du Policlínico Bancario, à Buenos Aires. Après une courte expérience militante en Uruguay, où le président Jorge Pacheco Areco a décrété l'état d'urgence en 1968 et réprime durement l'opposition politique, José Luis Nell intègre brièvement les FAL (Fuerzas Armadas de Liberación) avant de rejoindre les Montoneros. 
Le 20 juin 1973, alors qu'il tentait d'accrocher une banderole des Montoneros sur la tribune montée pour fêter l'arrivée du retour du général Juan Perón, il est blessé par balles par des snipers : la fête espérée du peuple péroniste n'eut jamais lieu, remplacé par les tragiques événements du massacre d'Ezeiza, tandis que José Luis Nell fut paralysé des jambes à cause de cette blessure. Il se suicida en septembre 1974, ne comprenant pas la tournure des événements et les conflits au sein du mouvement péroniste, ne pouvant non plus supporter sa paralysie, et regrettant sans cesse, disait-il à sa sœur, les morts du braquage de 1963.